# Pressentin (Adelsgeschlecht)

Wappen derer von Pressentin

Pressentin, auch Pressenthin, ist der Name eines mecklenburgischen Adelsgeschlechts. Einzelne Linien der Familie bestehen bis heute fort.

## Geschichte

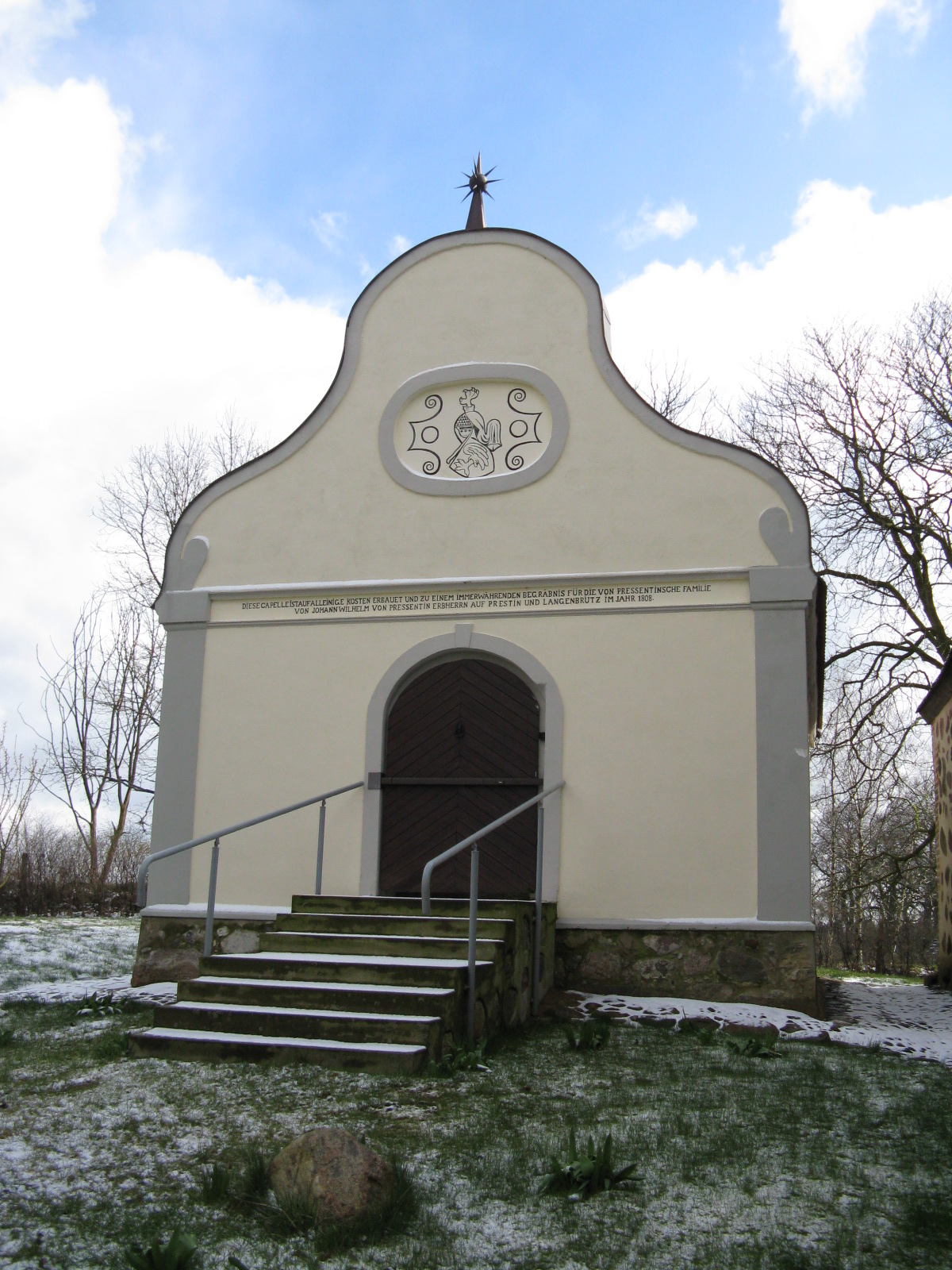
Grabkapelle der Pressentins

Die dem mecklenburgischen Uradel zugehörige Familie mit dem Stammhaus Prestin bei Sternberg erscheint mit Hence de Priscentin am 28. Juni 1275 erstmals urkundlich. Die durchgängige Stammreihe beginnt im Jahre 1270 mit Petrus, Erbherr auf Prestin. Von ihrem Stammgut Prestin, früher auch Preszentyn, schließlich Pressentin, entlehnt die Familie ihren Namen. Ab 1348 befand sich mit dem Stammgut nachweislich auch der Ort Prestin 600 Jahre im Besitz der Familie von Pressentin, die auch die Kirche erbaut, ausgestattet und von jeher das Patronat der Kirche innehatte. Sie besaßen weitere umliegende Güter wie Witzin und Stieten. 1790 verkaufte die Familie ihr landtagsfähiges Rittergut, das 1830 Sternberg eingemeindet wurde. Das Geschlecht blüht in zwei Linien, der Prestiner und der Stietener Linie, die sich wiederum auf zwei Äste, den Groß-Kussewitzer und den Jesendorfer, aufteilt. 1872 ging der Pressentinsche Stammsitz in Prestin verloren, nur die 1808 durch Johann Wilhelm von Pressentin errichtete Grabkapelle verblieb der Familie als letzte Ruhestätte.
Das 1782 durch Wilhelm I. von Pressentin als Gutshaus errichtete zweistöckige Fachwerkgebäude wurde durch ein Feuer am 5. Mai 1945 zerstört.
Im Einschreibebuch des Klosters Dobbertin befinden sich 27 Eintragungen von Töchtern der Familien von 1741 bis 1893 aus Prestin, Stieten, Jesendorf und Rohlstorf zur Aufnahme in das dortige adelige Damenstift, darunter auch drei Eintragungen von Töchtern von Rautter. Von zwei Konventualinnen befinden sich das Wappenschild mit anhängenden Ordenskreuz und die Allianzwappen auf der Nonnenempore in der Klosterkirche.
Am 8. Mai 1833 erfolgte die preußische Namen- und Wappenvereinigung mit denen von Rautter. Am 10. Oktober 1890 erging für Bernhard von Pressentin genannt Rautter aus dem Hause Willkam (1860–1888) ein weiteres preußisches Diplom das zur patrilinear erblichen Führung des Namens und Wappens von Podewils, gebunden an den Besitz des ehemals Podewilsschen Fideikommiss Penken autorisierte. 1913 kam der Grafentitel unter dem Namen Graf von Rautter-Willkamm an die Familie, der ebenfalls patrilinear vererbt wurde.
Ein Familienverband existiert seit dem 10. Oktober 1885.

## Wappen

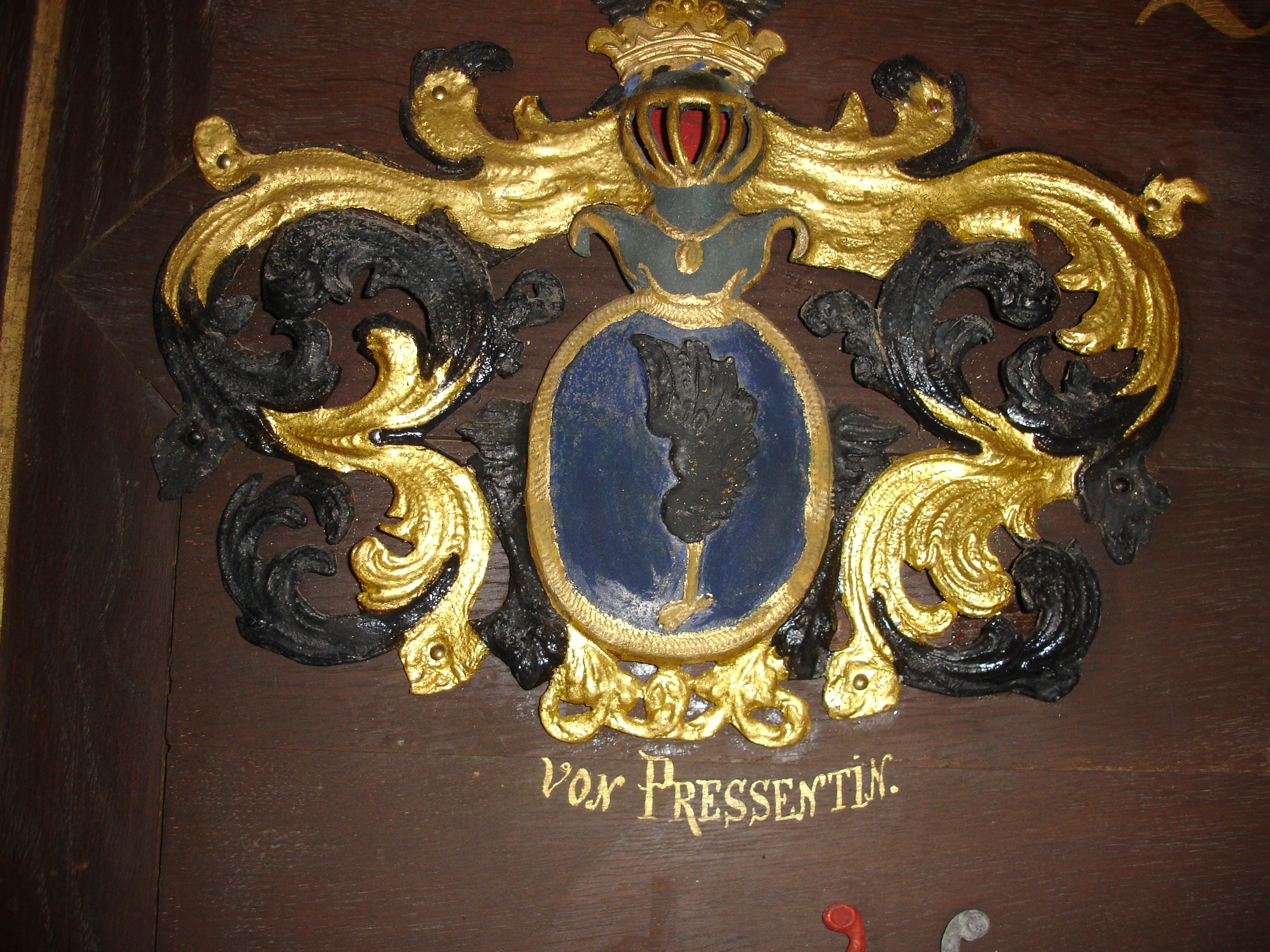
Wappen in der Dorfkirche Groß Brütz

Das Stammwappen zeigt in Blau schräglinks gestellt eine schwarz gefiederte goldene Greifenklaue. Auf dem Helm mit blau-goldenen Decken die Greifenklaue wachsend zwischen einem offenen schwarzen Flug.
Das Wappen der Pressentin genannt Rautter von 1833 ist geviert: Die Felder 1 und 4 wie das Stammwappen, 2 und 3 wie das Wappen derer von Rautter, in Rot ein freischwebender, oben dreizinniger silberner Schrägrechtsbalken. Auf dem Helm mit rechts blau-goldenen, links rot-silbernen Decken, die Greifenklaue wachsend zwischen einem offenen schwarzen Flug, dessen rechter Flügel mit dem silbernen Balken belegt ist.
Ab 1890 wurde vom Inhaber des ehemals Podewilsschen Fideikommiss Penken, auch das Wappen derer von Podewils geführt.

## Bekannte Familienmitglieder
- Katharina (von) Prestin (Pressentin) war 1556–1562 Unterpriorin im Nonnenkloster Dobbertin
- Bernhard von Pressentin (General, 1739) (1739–1825), mecklenburgischer Generalleutnant und Gouverneur von Rostock
- Karl von Pressentin (1820–1905), deutscher Generalmajor
- Bernhard von Pressentin (General, 1824) (1824–1895), mecklenburgischer Generalmajor
- Bernhard von Pressentin (1837–1914), Fideikommissbesitzer und Mitglied des Deutschen Reichstags
- Bernhard von Pressentin (General, 1840) (1840–1914), preußischer Generalleutnant
- Adolph von Pressentin (1845–1916), Verwaltungsjurist, von 1896 bis 1914 Staatsrat und Vorstand des Finanzministeriums von Mecklenburg-Schwerin
- Ernst von Pressentin (1853–1945), deutscher Generalleutnant
- Hans-Henning von Pressentin (1890–1952), deutscher Major, Politiker des Stahlhelms und Hamburger Senator
- Viktor von Pressentin genannt von Rautter (1896–1918), Jagdflieger Jagdstaffel 4
- Auguste Sophie Caroline von Pressentin (1860–1951), war 1925–1936 Domina des Konvents im Klosters Dobbertin
- Hedwig von Pressentin (1864–1946), war 1930–1946 Domina des Konvents im Kloster Ribnitz

### Sekundärliteratur
- Peter Mugay, Christine Jörss-Munzlinger: Die Pressentins und die Plessen. In: Wamckow, ein Mecklenburger Gutsdorf im Wandel der Zeiten. Hrsg. Norbert Rethmann, Wamckow 2001, S. 78–83. DNB 1140647237, 1140647237 DNB

### Gedruckte Quellen
Mecklenburgisches Urkundenbuch (MUB)

### Ungedruckte Quellen
Landeshauptarchiv Schwerin (LHAS)
- LHAS 2.11-2/1 Auswärtige Beziehungen mit Reich (Acta externa).
- LHAS 3.2-3/1 Landeskloster/Klosteramt Dobbertin.
- LHAS 3.2-3/2 Landeskloster/Klosteramt Malchow.
- LHAS 5.12-3/1 Mecklenburg-Schwerinsches Ministerium des Innern.
- LHAs 5.12-7/1 Mecklenburg-Schwerinsches Ministerium für Unterricht, Kunst, geistliche und Medizinalangelegenheiten.
- LHAS 9.1-1 Reichskammergericht. Prozeßakten (1495–1806).
- LHAS 10.9 L/06 Personennachlass Lisch, Friedrich (1801–1883).

Landeskirchenarchiv Schwerin (LKAS)
- LKAS, OKR Schwerin, Specialia Abt. 1, 4.
- LKAS, OKR Schwerin, Pfarrarchiv Prestin mit Wamckow und Groß Niendorf.

Stadtarchiv Rostock
- Gewett: Handel und Gewerbe.
- Bürgermeister und Rat, Kriegswesen.

Stadtarchiv Wismar
- Suppliken an den Wismarer Rat.
- Prozeßakten des Ratsgerichts 1518–1699.
- Städtisches Waisengericht.
- Nachlässe.